# Historia Lidzbarka Warmińskiego

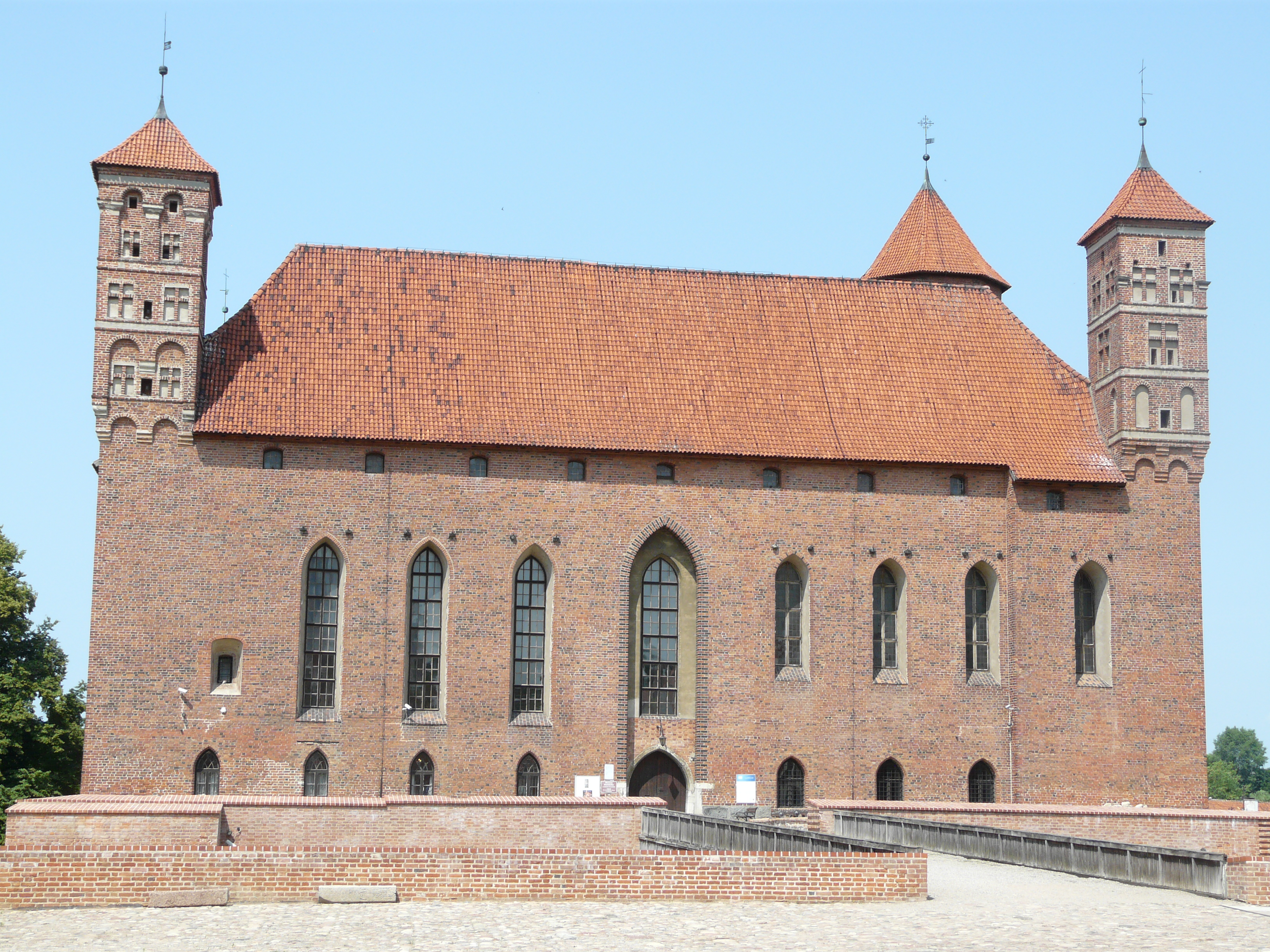
Zamek biskupów warmińskich w Lidzbarku Warmińskim

Historia Lidzbarka Warmińskiego – pierwsza wzmianka o tym mieście pochodzi z 1240 r. i mówi o podbiciu przez Krzyżaków miasta Lecbarg, leżącego na pograniczu ziem Warmów i Bartów. Miasto często znajdowało się w centrum walk prusko-krzyżackich. W 1243 r. Lidzbark został jednym z miast utworzonej diecezji warmińskiej. Drewniany zamek mieszczący się w mieście został w 1251 r. przekazany biskupowi Anzelmowi. Lidzbark prawa miejskie otrzymał 12 sierpnia 1308 z nadania biskupa warmińskiego Eberharda. W latach 1350–1795 Lidzbark był siedzibą biskupów warmińskich i stolicą Warmii. W czerwcu 1440 Lidzbark przystąpił do Związku Pruskiego, a po zakończeniu wojny trzynastoletniej w 1466 r. znalazł się w granicach Polski. Miasto rozsławiały nazwiska znanych biskupów warmińskich oraz Mikołaja Kopernika. W latach 1703–1709 Lidzbark okupowali Szwedzi, a w 1703 r. król Szwecji Karol XII spędzał tu zimę. W 1749 r. biskup warmiński Adam Grabowski odnalazł Kronikę Galla, która została ogłoszona drukiem. W 1807 r. miasto zajęte było przez wojska francuskie, które stoczyły tu bitwę, a w 1914 r. przez wojska rosyjskie. Miasto najbardziej ucierpiało w czasie II wojny światowej, kiedy to doszczętnie zniszczone zostało stare miasto.

## Lecbarg za czasów powstań pruskich (XIII wiek)
Staropruska osada leżąca na pograniczu ziem Warmów i Bartów – Lecbarg – już w 1240 r. została podbita przez Krzyżaków. W tym roku pojawiła się pierwsza wzmianka o Lidzbarku. Rok później mieścił się tu już drewniany zamek. Już w 1242 r. wybuchło powstanie (1242–1253) uciemiężonych Prusów przeciwko krzyżackiemu najeźdźcy. Lecbarg został odbity z rąk zakonników i doszczętnie zniszczony. W następnym roku gród wrócił do Krzyżaków. W tym samym roku legat papieski Wilhelm z Modeny utworzył w nowo powstającym państwie zakonnym cztery diecezje: chełmińską, pomezańską, warmińską i sambijską. Lidzbark znalazł się w największej diecezji – warmińskiej. Zamek przekazany został w 1251 r. pierwszemu biskupowi diecezji warmińskiej Anzelmowi.
Utworzona Warmia obejmowała wschodnie tereny plemienia Pogezanii, środkową część terenu Warmów, zachodnią Barcję i skrawek Galindii. Granica biskupstwa rozciągała się od Fromborka, rzeką Pasłęką pod Olsztyn. Później do Reszla, zahaczając Barczewo i w linii prostej do Braniewa tworząc trójkąt. Jedna trzecia biskupstwa należała do kapituły warmińskiej. W 1260 r. wybuchło kolejne, II powstanie pruskie, w tym także roku bp Anzelm wydał dekret erekcji kapituły warmińskiej. Po uciążliwym oblężeniu w 1261 r. dowodzonym przez wodzów pruskich, Warmijczyka Glappo i Auktumo z Pomezanii, Lecbarg wrócił do pierwszych właścicieli. Znajdował się w ich rękach aż 13 lat, dłużej niż inne miejscowości. Po kolejnych bojach w 1274 r. osada powróciła do rąk Krzyżaków. Następny ruch wyzwoleńczy z roku 1277 nie wyswobodził już Lidzbarka.

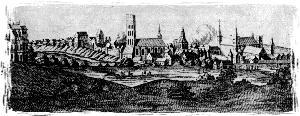
Panorama Lidzbarka w XIV w.

## Burzliwy rozwój miasta (XIV wiek)

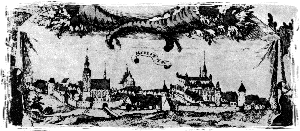
Panorama Lidzbarka w XIV w.

Trzeci rezydujący tu biskup warmiński, Eberhard z Nysy na Górnym Śląsku, nadał 12 sierpnia 1308 r. prawo miejskie lokacji chełmińskiej. W nadaniu otrzymało 140 włók ziemi, z czego jedną przeznaczono na place budowlane, zabudowania i ogrody, dwadzieścia na wspólne pastwiska, a sześć otrzymał kościół parafialny. Herbem miasta jest Baranek Boży z pastorałem, znak św. Jana, na czerwonym tle. Herb ten nawiązuje do figury herbowej diecezji warmińskiej. Fakt, iż założyciel miasta pochodził ze Śląska, wpłynął na wygląd miasta. Do nowo powstałego miasta napływali osadnicy niemieccy i polscy ze Śląska właśnie. Stąd też podobieństwo gwary warmińskiej do wrocławskiej. Śląskie wpływy można również zauważyć w charakterystycznym rynku z podcieniami i gotyckim ratuszu. W XIX wieku uprawiano tu len i wytwarzano płótna na śląski sposób. Lidzbark rozwijał się szybko i był nowoczesnym miastem jak na owe czasy. Znajdowała się tu szkoła, tzw. „Preussenschule”, przygotowująca do stanu duchownego. Życie miejskie było bardzo szczegółowo określone w licznych regulaminach. Budowę zamku rozpoczęto w widłach Łyny i wpadającej do niej Symsarny, a miasta na przeciwległym ciasnym półkolu Łyny. Jeszcze w XIV wybudowano ratusz, kościół i szpital. Pierwszy drewniany kościół poświęcono w 1315 r. W drugiej połowie XIV w. zaczęto otaczać miasto murami z basztami i bramami. Od wschodu, południa i częściowo od zachodu naturalną barierą była Łyna. Mury tu też były osłonowe, słabsze. Od północy powstały masywne mury z licznymi basztami i suchą fosą, o ich ogromie może świadczyć, że zachowały się do dzisiaj. Budowę fortyfikacji zakończono w 1357 r. Do miasta można było się dostać trzema bramami i furtą kościelną. Od północnego wschodu Młyńska, od północnego zachodu Wysoka i od południowego zachodu Kościelna oraz furtka zwana Zamkową, znajdująca się po stronie południowej obok kościoła. Już ok. 1390 r. pomyślano o budowie wodociągu, który działał do 1904 r. Wszystko to miasto zawdzięczało Janowi z Miśni, który w 1350 r. wybrał miasto jako siedzibę dla biskupów warmińskich. W tym także roku rozpoczął on budowę murowanego zamku. Tutaj skupiła się centralna administracja biskupstwa, stanowiono prawa, odbywano sądy; tutaj kwitło życie kulturalne i dyplomatyczne, funkcjonowała szkoła.

## Wojny polsko-krzyżackie i przyłączenie Lidzbarka do Polski (XV i XVI wiek)

Akt oddania się stanów pruskich królowi Kazimierzowi IV Jagiellończykowi i Koronie Królestwa Polskiego, 1454, Archiwum Główne Akt Dawnych

W 1410 r. Lidzbark wystawił swoją armię w bitwie pod Grunwaldem, chorągiew biskupa Henryka Vogelsanga została rozbita. Miasto musiało na krótko uznać władzę króla polskiego. Rok później lidzbarski zamek wybrał na swą siedzibę wielki mistrz Henryk von Plauen i rezydował w nim dwa lata. W 1414 r. Lidzbark Warmiński został spalony przez oblegające miasto wojska polskie. W czerwcu 1440 r. Lidzbark na zjeździe w Elblągu przystąpił do Związku Pruskiego i uznał władzę króla polskiego  a Aleksander Sculteti organizował obronę miasta na czas wojny z zakonem krzyżackim. W 1454 r. Kazimierz Jagiellończyk wypowiedział zakonowi wojnę. Lidzbark w pierwszym roku wojny pokrywał finansowe ciężary wojny i płacił 600 marek, a dwa lata później 1350 marek. W czasie wojny na zamku stacjonowały czeskie wojska zaciężne pod służbą polską. Wojna skończyła się zwycięsko dla Polski II traktatem toruńskim, dzięki któremu Warmia i Prusy Królewskie przypadły Polsce. Dokument traktatu do dzisiaj spoczywa na zamku w Lidzbarku. Warmia zachowała swój dotychczasowy bardzo korzystny status publiczno-prawny. Biskupstwo warmińskie obdarzone zostało fotelem senatorskim. w 1497 r. miasto strawił straszliwy pożar. W latach 1505–1510 na zamku przebywał Mikołaj Kopernik, sprawując opiekę lekarską nad swoim wujem Łukaszem Wetzenrode – będącym tu biskupem. Zmienił on sylwetkę zamku, fundując na trzech narożach nadwieszone na konsolach, dekorowane, późnogotyckie wieżyczki przykryte dachem namiotowym. W latach 1519–1521 trzykrotnie nieskutecznie oblegał miasto. Największe natarcia miały miejsce w roku 1520, kiedy wielki mistrz Albrecht Hohenzollern, 15-tysięczną armią dwa razy zagrażał miastu. Pierwszy raz armia 15 sierpnia znienacka próbowała zająć miasto. Za drugim razem podczas 6-tygodniowego oblężenia, po wyrzuceniu na miasto dwudziestu kilku tysięcy palnych kul i bomb, musiał się wycofać, nie ośmielając się nawet na przypuszczenie szturmu generalnego. Miasta broniono pod komendą krajowego wójta warmińskiego Jerzego Preucka. Zapewne liczne najazdy doprowadziły do wyniszczenia miasta i pożarów w 1520 i 1522 r. W 1534 mieszczaństwo domagało się praw w 119 artykułach. W 1558 kardynał Stanisław Hozjusz udał się do Rzymu na sobór Trydencki, gdzie był legatem papieskim. W 1559 r. na zamku wybuchł pożar, spłonął dach i wieża. Według dokumentów w 1572 r. Lidzbark liczy 152 domy i 98 rzemieślników. W 1584 r. po latach spokoju nadszedł kolejny pożar, a dwa lata później założono w mieście żeński klasztor św. Katarzyny.

## Liczne wojny i wcielenie do Prus (XVII i XVIII wiek)

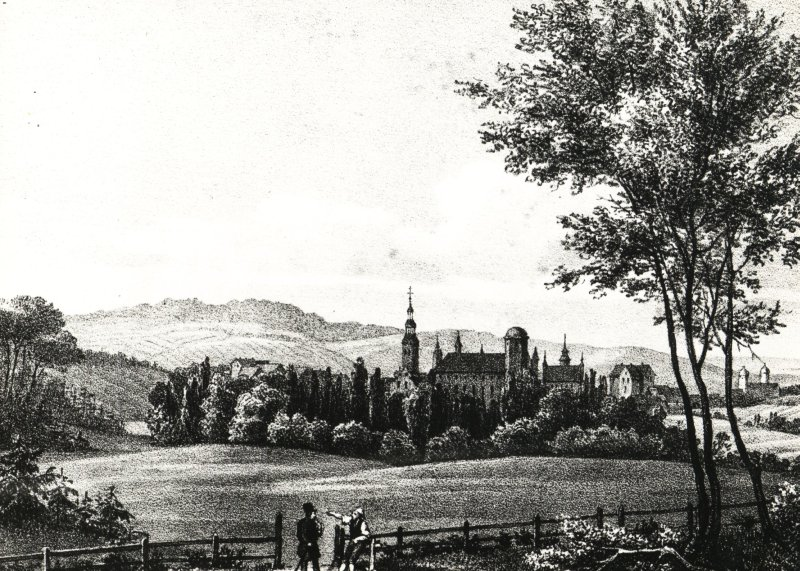
Panorama Lidzbarka w XVII w.

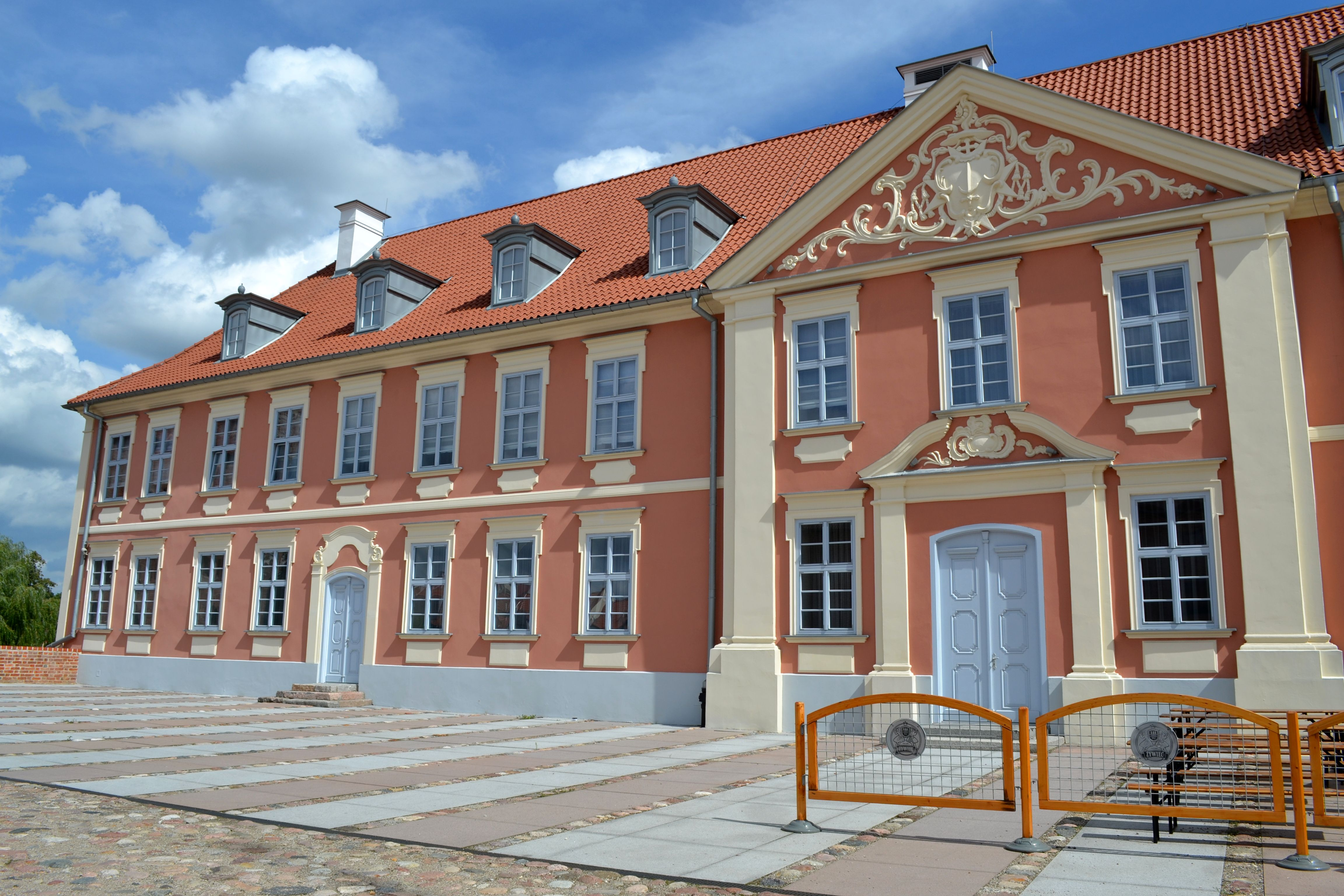
Pałac Grabowskiego przy zamku, wzniesiony w XVIII w.

Na początku XVII wieku biskup Szyszkowski na terenie przyzamkowego folwarku, na południowy zachód od miasta założył ogrody. Wzniesiono również pawilon ogrodowy, z biegiem lat przekształcony w pałac. W 1648 r. miasto wykroczyło poza mury. W 1656 roku wojska szwedzkie i brandenburskie oblegały całą Warmię, również Lidzbark. 25 marca 1698 r. spłonęła wieża i dach kościoła. Pod patronatem biskupa Potockiego odbudowano kościół, który otrzymał nowy barokowy hełm wieży. W 1672 r. Lidzbark broni się przed najazdem wojsk Szwedzkich. W latach 1703–1709 Lidzbark okupowali Szwedzi, a w 1703 r. król Szwecji Karol XII spędzał tu zimę. W Lidzbarku zapadła decyzja, aby królem polski został Stanisław Leszczyński. Gdy władca Szwecji opuścił miasto, zabrał ze sobą 12 wozów wyposażenia. W 1709 roku biskup Załuski rozpoczął budowę barokowego kościółka na ulicy Wiejskiej, było to wotum za koniec epidemii dżumy z tego samego roku. Budowę zakończono w 1789 r. W 1749 r. biskup warmiński Adam Grabowski odnalazł Kronikę Galla, która została ogłoszona drukiem. Na lidzbarskim zamku w czasie wojny siedmioletniej (1756–1763) przebywali okupanci podejmowani przez biskupa Grabowskiego
W latach 1767–1795 biskupem warmińskim był Ignacy Krasicki. To w lidzbarskich ogrodach pisał swe dzieła. W Lidzbarku w roku 1775 powstały jego Myszeida i Monachomachia, w r. 1776 Mikołaja Doświadczyńskiego przypadki, w r. 1778 Satyry, w r. 1779 Pan Podstoli oraz Bajki i Powieści i tak dalej aż do r. 1786. Doprowadził on pałacyk letni do aktualnej klasycystycznej formy, a ogrody do wielkiej świetności.
Po pierwszym rozbiorze Polski w 1772 r. Warmia trafiła do państwa pruskiego. Biskupi i kapituła straciła swą władzę, kraj podzielono na powiaty, a na zamku usytuowano garnizon. Lidzbark rozwijał się wolno, przestrzeń ograniczona murami, okazała się wystarczająca do końca XVII w. Przedmieścia pełniły funkcję zaplecza gospodarczego. W 1772 r. w obrębie murów było 230 domów, a na przedmieściach 50. Ludność, razem z załogą zamku, liczyła 3049 osób. Po drugim rozbiorze Ignacy Krasicki opuścił Warmię, a po jego śmierci rezydencja biskupów została przeniesiona do Fromborka. Miasto popadało razem wraz z zamkiem w ruinę.

## XIX wiek

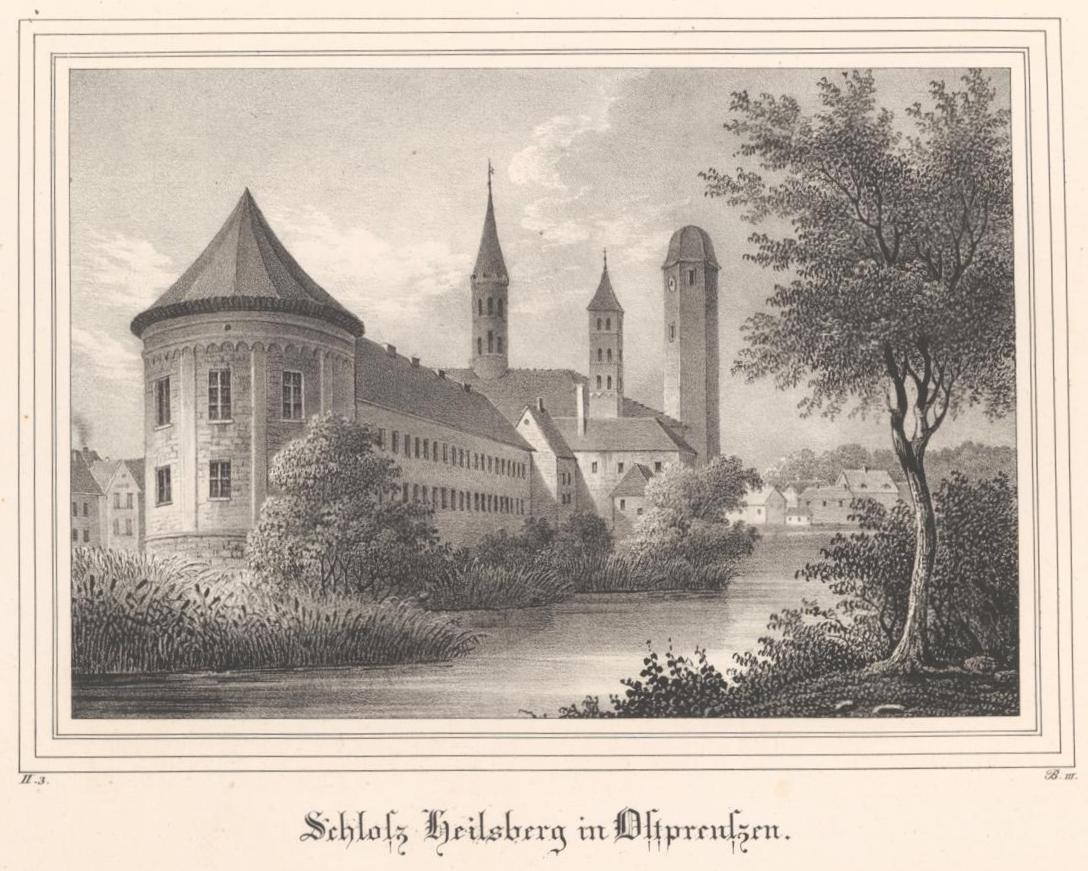
Zamek biskupów warmińskich w 1839

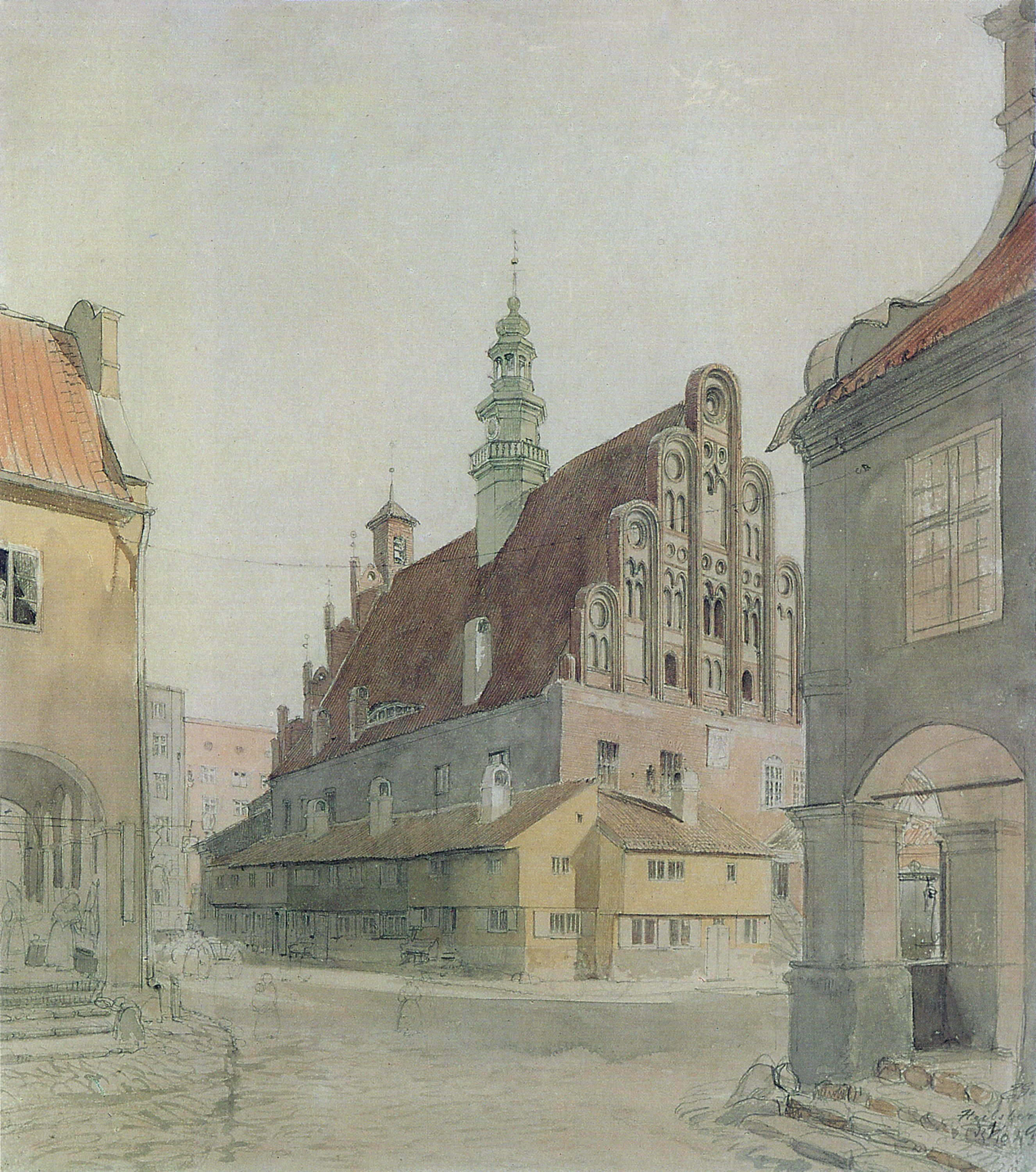
Średniowieczny ratusz w 1845, 20 lat przed zniszczeniem

Bitwa pod Lidzbarkiem Warmińskim miała miejsce 10 czerwca 1807 r., jedna z największych bitew napoleońskich na terenach dzisiejszej Polski. Lidzbark Warmiński z racji swojego położenia stał się głównym ośrodkiem dowodzenia Rosjan i Prusaków przeciw Francuzom. W dniu bitwy Lidzbark był dobrze ufortyfikowany od strony południowo-zachodniej, mniej z zachodniej i północno-zachodniej, gdyż ataku spodziewano się z tej pierwszej strony. Wojskami broniących się dowodził Levin August von Bennigsen, ze strony francuskiej oficjalnie dowodził sam Napoleon, choć w praktyce nie ingerował w poczynania swoich marszałków Murata, Soulta czy Lannesa. W 1813 r. miasto liczyło 2412 mieszkańców w mieście znajdowała się również łaźnia wybudowana przez wspólnotę żydowską. W 1816 i 1818 r. rozebrano bramy: Kościelną, Młyńską i Zamkową. Utrudniały one komunikację. W latach 1821–1823 powstał pierwszy na ziemi warmińskiej kościół ewangelicki. Nowatorski, drewniany budynek finansowany ze środków Wilhelma Fryderyka III. W 1829 r. w mieście powstała pierwsza drukarnia. Rok później miał miejsce kolejny pożar miasta. W XIX wieku wnętrza zamku zostały kolejno zaadaptowane na szpital wojskowy, piekarnię, koszary i szpital. W 1840 roku Prusacy rozebrali zamek średni, zamek wysoki na życzenie króla pruskiego pozostał i został przekazany zakonowi sióstr Katarzynek, które wykorzystały go jako sierociniec. Na fali Wiosny Ludów w 1848 r. i w Lidzbarku wybuchły rozruchy. Większe zmiany w zabudowie staromiejskiej nastąpiły po pożarze z 1865 r., którego pastwą padł ratusz i dziesięć spośród dwunastu domów w zachodniej pierzei rynku. W 1868 r. zburzono obwarowania wysokiej bramy i część murów, zachowały się mury na północy, dlatego iż były już ścianą domu. Prusacy usilnie burzyli i przerabiali każdy zabytek na Warmii. Zmienili rokokowy wystrój kościoła farnego na pseudogotycki. Lidzbark w roku 1896 stał się znowu miastem powiatowym, po 30 latach. w 1899 r. powstała tu kolej żelazna. Lidzbark rozwijał się bardzo powoli.

## XX wiek

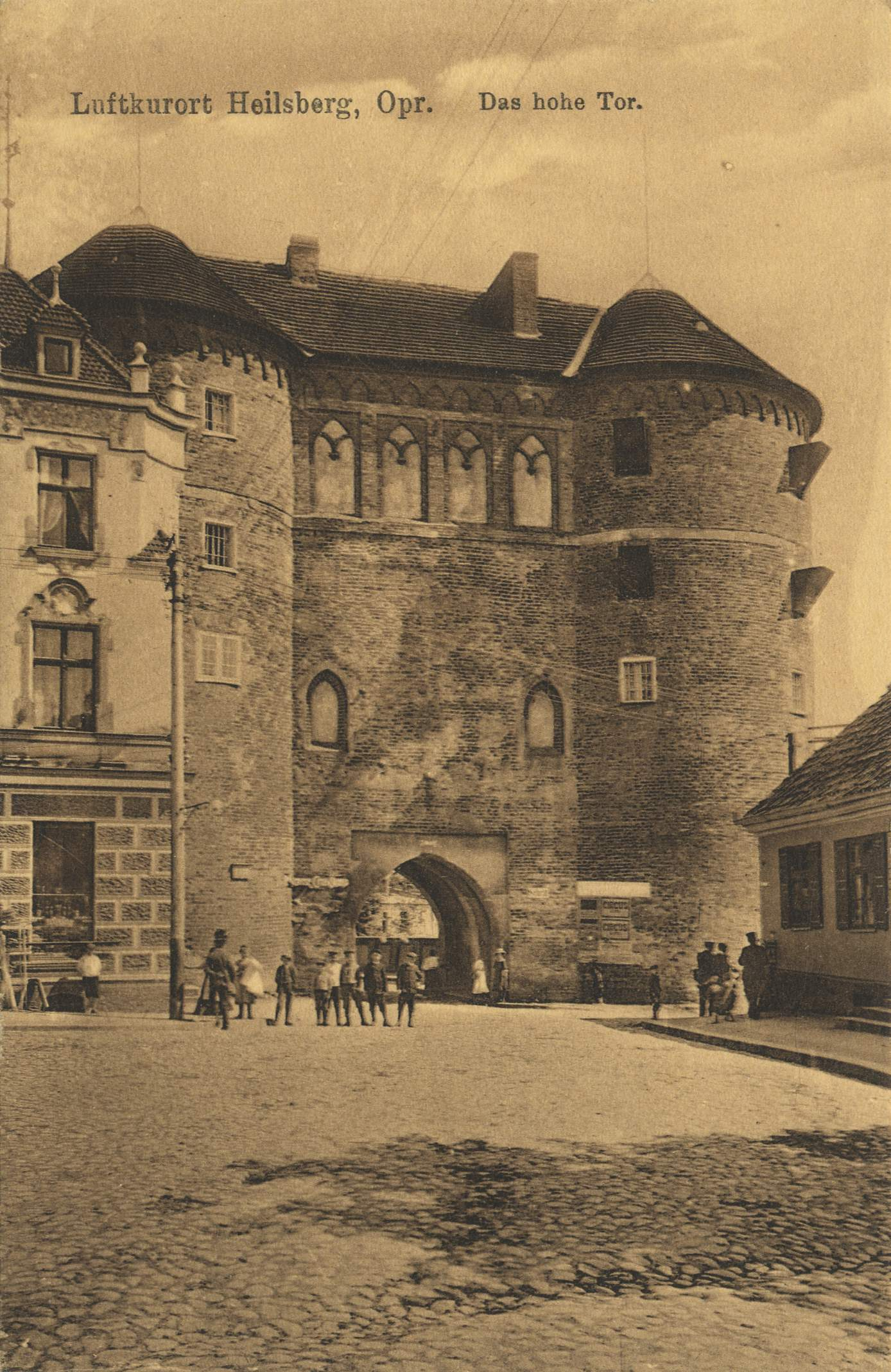
Wysoka Brama ok. 1900

Ratusz na rynku zastąpił pomnik Huzara, nowy ratusz w 1903 roku stanął przy dawnych murach na północy. Na przełomie wieków XIX i XX, ogrody biskupie zostały zaadaptowane na cmentarz. Podczas I wojny światowej w 1914 r. przez pięć dni Lidzbark był okupowany przez wojska rosyjskie. W latach 1914–1919 w pobliżu Lidzbarka Warmińskiego działał duży obóz jeniecki. Jeńców chowano razem z ofiarami wojennymi na specjalnym cmentarzu zwanym rumuńskim. Prace konserwatorskie na zamku rozpoczęto wraz z rokiem 1927, co wiązało się z otwarciem tu muzeum regionalnego. W 1937 miała miejsce tzw. „wojna różańcowa” – napad policji na młodzieżowe poczty sztandarowe podczas procesji Bożego Ciała. W roku wybuchu II wojny światowej w mieście działały: 3 młyny zbożowe, olejarnie, elektrownia, 2 cegielnie, tartak, 2 odlewnie żeliwa, stolarnia, wodociągi. 
Miasto zostało zajęte 31 stycznia 1945 roku przez jednostki 31. armii III Frontu Białoruskiego (w 1972 roku na ówczesnej ul. Lenina odsłonięto Pomnik Wdzięczności). W 1945 r. 80% zabudowań miasta było zrujnowane. Została zniszczona cenna barokowa architektura. Ocalał jednak zamek biskupów warmińskich i kościół farny. 

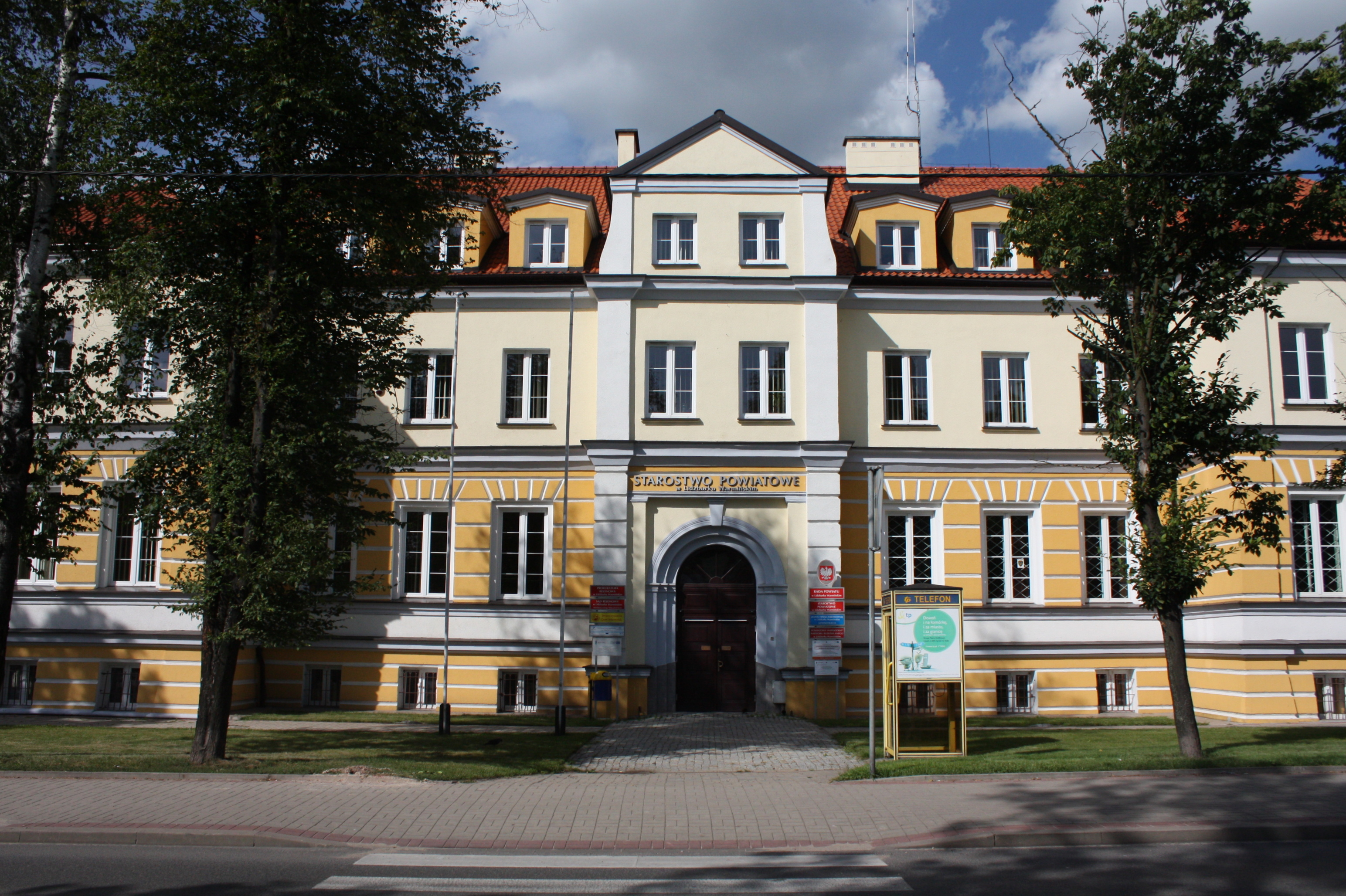
Starostwo Powiatowe w Lidzbarku Warmińskim

Po 1945 roku miasto zostało zaludnione i przystosowane do życia przez ludność napływową z Polski centralnej oraz Kresów, a także w części przez ludność niemiecką (pogranicze obecnego obwodu królewieckiego i Litwy) uciekającą przed armią sowiecką. Reszta autochtonów – Niemcy i Warmiacy – w większości uciekli wraz z armią hitlerowską albo wyemigrowali z Lidzbarka do Republiki Federalnej Niemiec po 1956 roku. Miasto było początkowo zamieszkiwane przez ludzi różnych kultur, języków i religii – Polaków, Ukraińców, Tatarów; katolików, prawosławnych, protestantów różnych nurtów, a także (nielicznych) muzułmanów. Obecnie ta różnorodność zatarła się, choć w Lidzbarku dominują nadal sentymenty i tradycje kresowe. W okresie komunizmu dochodziło do systematycznej dewastacji miasta i barbarzyńskiej jego zabudowy. W 1958 roku podjęto np. decyzję o nieodbudowaniu z ruin Starego i Nowego Miasta, a w następnych dziesięcioleciach na pozostałościach lidzbarskiej Starówki wzniesiono betonowe blokowiska. Wyburzono również wiele cennych zabytkowych budynków, między innymi osiemnastowieczne domy w rejonie placu Młyńskiego i ulicy Klasztornej i dziewiętnastowieczną pierzeję ulicy Wysokiej Bramy. Całkowitej dewastacji uległy również dwa poniemieckie cmentarze, a prawie doszczętnie zniszczony został tzw. cmentarz rumuński (cmentarz jeńców wojennych różnych narodów z okresu I wojny światowej), którego resztki objęto opieką i uporządkowano po 1989 roku. W okresie komunizmu, który był jednocześnie okresem „wyżu demograficznego”, w Lidzbarku i jego okolicach istniało wiele szkół podstawowych i średnich, których liczba w ostatnim okresie znacznie zmalała. Istnieje jednak nadal Liceum Ogólnokształcące im. Kazimierza Jagiellończyka, którego absolwentem jest m.in. filozof i historyk religii, a także eseista – Zbigniew Mikołejko.

## Przynależność administracyjna Lidzbarka
Przynależność do jednostek administracyjnych od otrzymania praw miejskich:
- 1308-1454 –  państwo zakonu krzyżackiego, dominium warmińskie
- 1454-1466 –  Korona Królestwa Polskiego, dominium warmińskie
- 1466-1569 –  Korona Królestwa Polskiego, księstwo warmińskie, komornictwo lidzbarskie
- 1569-1772 –  Rzeczpospolita,  Korona Królestwa Polskiego, prowincja wielkopolska, księstwo warmińskie, komornictwo lidzbarskie
- 1772-1808 –  Królestwo Prus, prowincja Prusy Wschodnie
- 1808-1829 –  Królestwo Prus, prowincja Prusy Wschodnie, rejencja królewiecka
- 1829-1871 –  Królestwo Prus, prowincja Prusy, rejencja królewiecka
- 1871-1878 –  Rzesza Niemiecka,  Królestwo Prus, prowincja Prusy, rejencja królewiecka
- 1878-1919 –  Rzesza Niemiecka,  Królestwo Prus, prowincja Prusy Wschodnie, rejencja królewiecka
- 1919-1933 –  Republika Weimarska, Prusy, Prusy Wschodnie, rejencja królewiecka
- 1933-1945 –  Rzesza Niemiecka, Prusy Wschodnie, rejencja królewiecka
- 1945-1946 –  Rzeczpospolita Polska, okręg mazurski
- 1946-1950 –  Polska Rzeczpospolita Ludowa, województwo olsztyńskie, powiat lidzbarski (licbarski)
- 1950-1957 –  Polska Rzeczpospolita Ludowa, województwo olsztyńskie, powiat lidzbarski
- 1957-1975 –  Polska Rzeczpospolita Ludowa, województwo olsztyńskie, powiat lidzbarski
- 1975-1989 –  Polska Rzeczpospolita Ludowa, województwo olsztyńskie
- 1989-1998 –  Rzeczpospolita Polska, województwo olsztyńskie, powiat lidzbarski
- od 1999 –  Rzeczpospolita Polska, województwo warmińsko-mazurskie, powiat lidzbarski

## Kalendarium

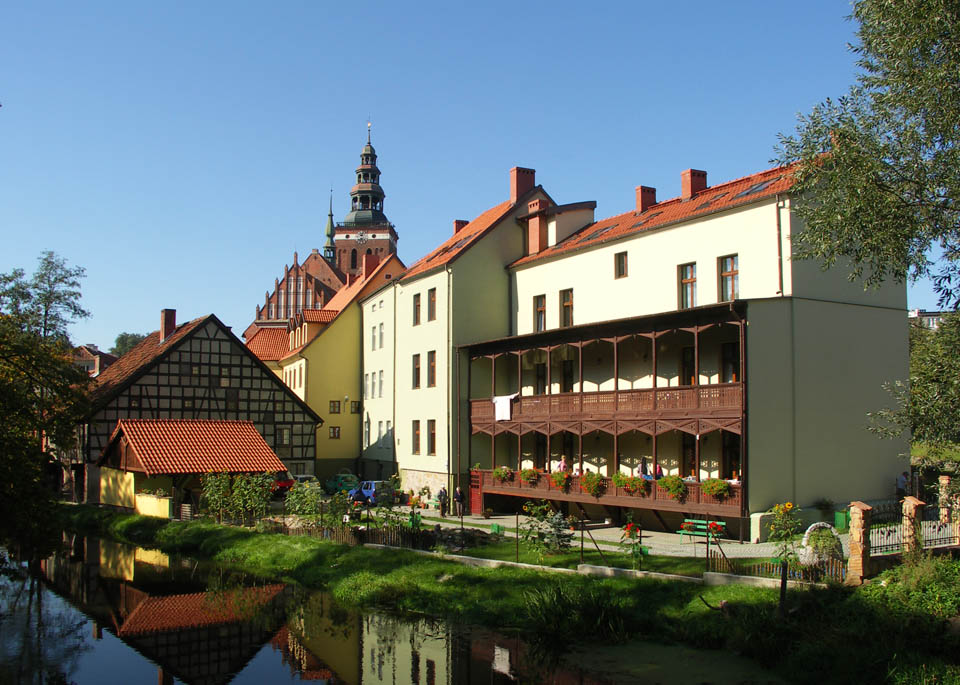
Widok na kościół od strony przedzamcza

- 1240 – pierwsza wzmianka o mieście, Lidzbark został podbity przez Krzyżaków
- 1242 – wybuch I powstania pruskiego, odbicie miasta z rąk Krzyżaków i jego zniszczenie
- 1243 – utworzenia diecezji warmińskiej
- 1251 – przekazanie zamku biskupowi Anzelmowi
- 1260 – bp Anzelm wydał dekret erekcji kapituły warmińskiej
- 1261 – oblężenie i zdobycie miasta przez Prusów, dowodzonych przez wodzów pruskich, Warmijczyka Glappo i Auktumo z Pomezanii
- 1274 – osada powróciła do rąk Krzyżaków
- 1277 – nieudany zryw wyzwoleńczy
- 12 sierpnia 1308 – nadanie praw miejskich; prawo miejskie lokacji chełmińskiej
- 1350 – wybranie miasta na siedzibę biskupów warmińskich
- 1357 – zakończenie budowy obwarowań miasta
- 1390 – koniec budowy wodociągu
- 1410 – przegrana chorągwi z Lidzbarka w bitwie pod Grunwaldem
- 1411–1413 na zamku rezydował wielki mistrz Henryk von Plauen
- 1414 – spalenie Lidzbarka przez wojska polskie
- 1440 – przystąpienie do Związku Pruskiego
- 1454 – miasto pokryło finansowe ciężary wojny płacąc 600 marek
- 1456 – miasto pokryło finansowe ciężary wojny płacąc 1350 marek
- 1466 – Lidzbark (wraz z całą Warmią i Prusami) uznany za część Korony Polskiej
- 1497 – miasto strawił pożar
- 1505–1510 – na zamku przebywał Mikołaj Kopernik
- 1519–1521 – trzykrotnie nieskuteczne oblężenie miasta przez Albrechta Hohenzollerna
- 1520 – pożar miasta
- 1522 – pożar miasta
- 1572 – Lidzbark liczył 152 domy i 98 rzemieślników
- 1584 – pożar miasta
- 1586 – w mieście założono żeński klasztor św. Katarzyny.
- 1656 – oblężenie miasta przez Szwedów
- 25 marca 1698 – spłonęła wieża i dach kościoła
- 1703–1709 – okupacja szwedzka
- 1703 – król szwedzki Karol XII wydał na zamku decyzję, iż królem polski zostanie Stanisław Leszczyński
- 1709 – rozpoczęcie budowy barokowego kościoła w Pilniku (dziś przy ul. Wiejskiej)
- 1749 – biskup warmiński Adam Grabowski odnalazł na zamku Kronikę Galla Anonima
- 1756–1763 – okupacja zamku w czasie wojny siedmioletniej
- 1767–1795 – Ignacy Krasicki spisał w mieście swoje dzieła
- 1772 – po I rozbiorze Polski Warmia trafiła do Królestwa Prus, Lidzbark Warmiński stracił status stolicy księstwa warmińskiego
- 1789 – zakończenie budowy kościoła pw. św. Krzyża
- 10 czerwca 1807 – bitwa pod Lidzbarkiem Warmińskim
- 1813 – miasto liczyło 2412 mieszkańców
- 1816 i 1818 – rozebrano bramy: Kościelną, Młyńską i Zamkową
- 1821–1823 – w mieście powstał pierwszy na ziemi warmińskiej kościół ewangelicki
- 1829 – w mieście powstała pierwsza drukarnia
- 1830 – pożar miasta
- 1848 – rozruchy na fali Wiosny Ludów
- 1865 – pożar ratusza
- 1868 – zburzono obwarowania wysokiej bramy i część murów
- 1896 – Lidzbark został znowu stolicą powiatu
- 1899 – w mieście powstała kolej żelazna
- 1903 – budowa nowego ratusza
- 1904 – budowa nowych wodociągów
- 1914 – okupacja miasta przez Rosjan
- 1914–1919 – w pobliżu Lidzbarka Warmińskiego działał obóz jeniecki
- 1937 – „wojna różańcowa” – napad policji na młodzieżowe poczty sztandarowe podczas procesji Bożego Ciała
- 1945 – „wyzwolenie” przez Armię Czerwoną. Miasto zrujnowane w 80%.
- 1958 – podjęto decyzję o nieodbudowaniu z ruin Starego i Nowego Miasta